# Carlos Trías Bertrán
Carlos Trías Bertrán (Barcelona, España, 1918 - ibídem, 14 de septiembre de 1969) fue un abogado y político falangista español. Fue padre de Eugenio, Carlos y Jorge Trías Sagnier.

## Biografía
Era hijo del empresario y político carlista Bartolomé Trías. Licenciado en Derecho, fue secretario de la Falange Española de las JONS en Barcelona, que se constituye oficialmente el 16 de julio de 1934, colaboró entre otros con Roberto Bassas Figa (Jefe Provincial), José Ribas Seva (Jefe local de Barcelona), Raimundo Frouchman Roger (Secretario local) y Guillermo Vázquez (Primera Línea local). La sede de la Falange en Barcelona se abrió en un local de la calle Rossich nº4, que albergaba el Centro de Deportes Olímpicos, y fue inaugurada por José Antonio Primo de Rivera el 3 de mayo de 1935. 
Terminada la Guerra Civil se le designó Concejal y se le encargó la reconstrucción de la ciudad. A él se debe la reconstrucción del barrio gótico y la prolongación de la Diagonal. Consiguió que se autorizase la reapertura de la Academia de Jurisprudencia y Legislación de Cataluña, editora de la Revista Jurídica de Cataluña, y en su seno se acogió a varios renombrados juristas catalanistas como Pi i Sunyer y Saltor.[cita requerida]
En 1959 se le designó Comisario General para la Ordenación Urbana de Madrid. En 1964 se aprobó el Plan de Ordenación de la capital. Fue el autor, también, de la Ley especial de Madrid.

## El documentalSumaríssim 477
La declaración testifical de Carlos Trías en el Consejo de Guerra y consiguiente condena a muerte por la comisión de un "delito de adhesión a la rebelión militar" del político catalán Manuel Carrasco y Formiguera, diputado en las Cortes de la II República y fundador del partido Unió Democrática de Catalunya que fue fusilado el 9 de abril de 1938, aparecía en un reportaje en TV3 de 27 de noviembre de 1994, elaborado por la historiadora y guionista Dolors Genovès i Morales, En el reportaje se reproducían textos de dicha declaración de Trías Bertrán en el juicio :

"Yo Carlos Trias Bertrán de Barcelona, declaro que conozco a Manuel Carrasco Formiguera y que junto con "Estat Català" ha intentado la fundación de una República independiente, bajo la protección de una potencia extranjera"

Considerándose en el reportaje que la declaración de los ocho testigos catalanes, pero residentes en Burgos, fue fundamental para propiciar la condena, señalándose que todos ellos consiguieron altos puestos en la dictadura franquista. 
Inicialmente fue secuestrado el reportaje por el Juzgado tras la estimación de la demanda contra el honor realizada por los hijos de Carlos Trías Bertrán condenándose a los demandados además al pago de una indemnización de cinco pesetas, siendo desestimada dicha reclamación posteriormente en apelación.
Nuevamente recurrida, en 2004, la Sala Primera del Tribunal Constitucional desestimó el recurso de amparo presentado por los hijos de Carlos Trias Bertrán, avalando la actuación de TV3 y la Corporació Catalana de Radio i Televisió y confirmado la sentencia dictada por la Sala Primera del Tribunal Supremo. Dicha sentencia ha sentado jurisprudencia en favor de la libre interpretación de la historiografía en España.